# Pangunamine
Die Pangunamine in Zentral-Bougainville, Papua-Neuguinea, war der größte Kupfertagebau der Welt. Von 1972 bis 1989 wurde überwiegend Erz mit Kupfer-, Gold- und Silbergehalt gefördert. Sie wurde von der australischen Bergwerksgesellschaft Bougainville Copper Ltd. (BCL), einer Tochter der Rio Tinto Group, mit Sitz in Port Moresby und Sydney betrieben.

## Geschichte
Die Pangunamine wurde am 15. Mai 1989 wegen terroristischer Angriffe der von Francis Ona geführten Bougainville Revolutionary Army (BRA) überstürzt und unkontrolliert geschlossen. Die BRA war aus einer Gruppe von Grundbesitzern des Panguna-Gebietes hervorgegangen. Diese Neue Grundeigentümergemeinschaft von Panguna (englisch New Panguna Landowners Association) hatte den vorigen Landeigentümern Korruption und der Bergbaugesellschaft ökologischen Raubbau vorgeworfen.
Anfang 2011 war der Tagebau noch geschlossen. Der Zugang wurde durch die „Real Me’ekamui“, eine Splittergruppe der ehemaligen BRA, kontrolliert, die das Bergbaugebiet zur No-Go-Area erklärt hat.
Die sechs Gruppen der Landeigentümer, die sich darauf geeinigt haben, wollen sich an Verhandlungen über eine Wiederbelebung von Panguna beteiligen. Die Regierung von Papua-Neuguinea will eventuell ihre 19 Prozent an die autonome Regierung in Bougainville und die Landeigentümer übertragen.
Nach dem Unabhängigkeitsreferendum in Bougainville 2019 äußerten verschiedene Rohstoffkonzerne ein erneutes Interesse an der Wiederaufnahme des Kupferbergbaus in Panguna. Der Wert der Rohstoffreserven wird auf 60 Milliarden USD geschätzt. Lokale Politiker würden eine Wiedereröffnung der Mine zwar begrüßen, hegen aber gegen ausländische Investoren aufgrund von deren vergangenen Fehlern wie Umweltzerstörung und politische Einflussnahme großes Misstrauen.

## Umweltschäden
Die Kupfererzaufbereitung (typisch: Konzentration durch Flotation) verursachte erhebliche Umweltschäden durch giftige Aufbereitungsschlämme. Insgesamt wurden 600 Millionen Tonnen schwermetallhaltiger und dadurch giftiger Rückstände in den Fluss Kawerong geleitet, so dass 30 km des Flusses und das gesamte Mündungsdelta auf einer Fläche von insgesamt 1.800 Hektar kontaminiert sind.